# Озерки-2
Озерки́-2 (2-е Озерки) (фин. Järvihovi-2) — упразднённая деревня на территории Колтушского городского поселения Всеволожского района Ленинградской области.

## История
Деревня Вторые Озерки обозначена на карте Санкт-Петербургской губернии прапорщика Н. Соколова 1792 года.
Затем деревня 2-е Озерки упоминается на «карте окружности Санкт-Петербурга» 1810 года.

 
ВТОРЫЯ ОЗЕРКИ — деревня принадлежит ротмистру Александру Чоглокову, жителей 7 м. п., 8 ж. п. (1838 год)

На Плане генерального межевания Шлиссельбургского уезда, упоминается как деревня Малые Озерки.

2-Я ОЗЕРКИ — деревня г. Чоглокова, по просёлкам; 2 двора, 5 душ м. п. (1856 год)

Число жителей деревни по X-ой ревизии 1857 года: 10 м. п., 15 ж. п..
В 1860 году в деревне было 2 двора. 

ВТОРЫЕ ОЗЕРКИ — деревня владельческая при колодцах; 3 двора, жителей 7 м. п., 4 ж. п. (1862 год)

Согласно подворной переписи 1882 года в деревне проживали 3 семьи, число жителей: 6 м. п., 6 ж. п.; разряд крестьян — собственники, а также пришлого населения 1 семья (2 м. п., 2 ж. п.), лютеране.

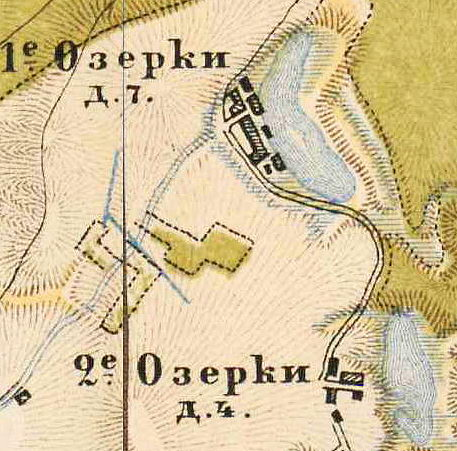
План деревень 1-е и 2-е Озерки. 1885 год

В 1885 году деревня насчитывала 4 двора. По данным Материалов по статистике народного хозяйства в Шлиссельбургском уезде от 1885 года, 1 крестьянский двор в деревне (или 33 % всех дворов), занимался молочным животноводством.
В 1893 году, согласно карте Шлиссельбургского уезда, деревня Озерки 2-е насчитывала 2 крестьянских двора.

ВТОРЫЕ ОЗЕРКИ — деревня на земле Оровского сельского общества, при просёлочной дороге; 3 двора, 7 м. п., 4 ж. п., всего 11 чел. (1896 год)

В конце XIX — начале XX века деревня административно относилась к Колтушской волости 2-го стана Шлиссельбургского уезда Санкт-Петербургской губернии.
В 1909 году в деревне было 2 двора.

ОЗЕРКИ II-е — деревня Куйворовского сельсовета Ленинской волости, 4 хозяйства, 18 душ.
 
Из них русских — 3 хозяйства, 14 душ; финнов-ингерманландцев — 1 хозяйство, 4 души; (1926 год)

По административным данным 1933 года деревня называлась II-е Озерки и относилась к Куйворовскому финскому национальному сельсовету.

ОЗЕРКИ I и II — деревни Колтушского сельсовета, 258 чел. (1939 год)

В 1939 году 1-е и 2-е Озерки вошли в состав Красногорского сельсовета с административным центром в деревне Красная Горка.

План деревни 2-е Озерки. 1939 год

На картах 1939 и 1940 года деревня ещё обозначена, но уже как безымянная группа домов.
На более поздних картах 1940-х годов деревня уже не упоминается. В годы войны деревня была снесена.
Деревня Озерки-2 учитывалась в 1966 году областными административными данными в Колтушском сельсовете. По данным 1973 года деревни Озерки-2 во Всеволожском районе не значится.

## География
Находилась на Колтушской возвышенности, на западном берегу 2-го Ждановского (Андронова) озера. В настоящее время эта территория относится к Колтушскому городскому поселению.
Кроме того во Всеволожском районе существуют деревни Озерки и Озерки-1.

## Административное подчинение
- с 1 марта 1917 года — в Колтушской волости Шлиссельбургского уезда.
- с 1 января 1921 года — в Куйворовском сельсовете Колтушской волости Шлиссельбургского уезда.
- с 1 февраля 1923 года — в Куйворовском сельсовете Ленинской волости Ленинградского уезда.
- с 1 августа 1927 года — в Куйворовском сельсовете Ленинского района Ленинградского округа.
- с 1 июля 1930 года — в Куйворовском сельсовете Ленинградского Пригородного района.
- с 1 августа 1934 года — в Колтушском сельсовете
- с 1 августа 1936 года — в Колтушском сельсовете Всеволожского района
- с 1 января 1939 года — в Красногорском сельсовете
- с 1 марта 1959 года — в Колтушском сельсовете[27].

## Фото

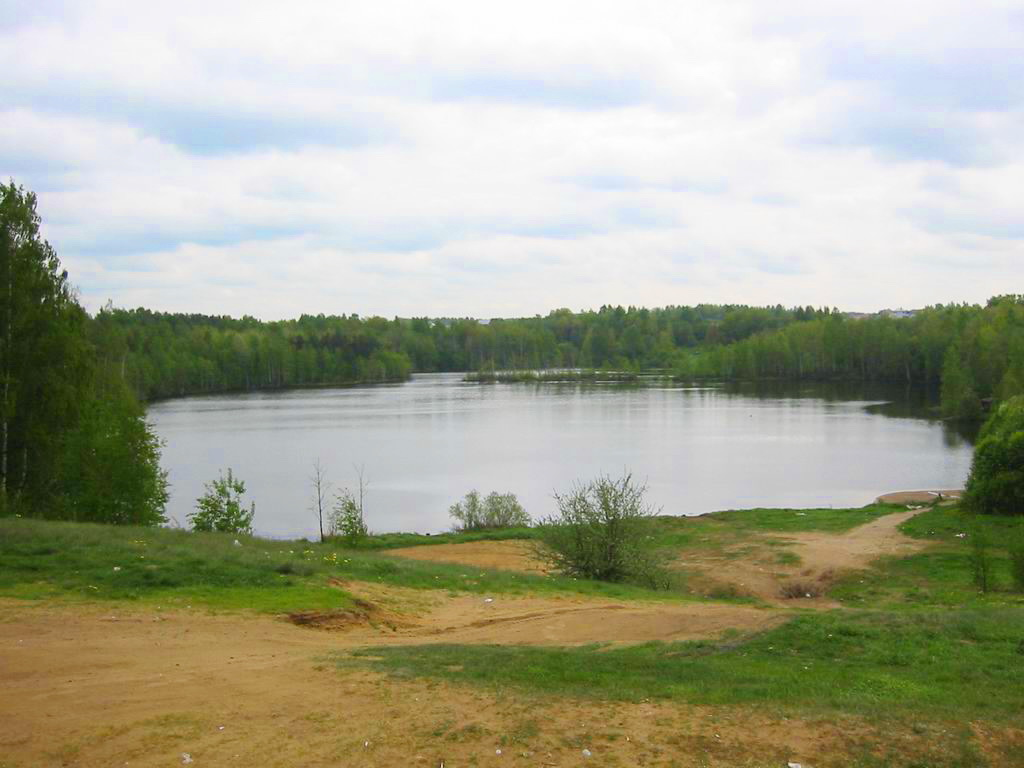
2-е Ждановское озеро. 2006 год